# Ruf CTR Anniversary

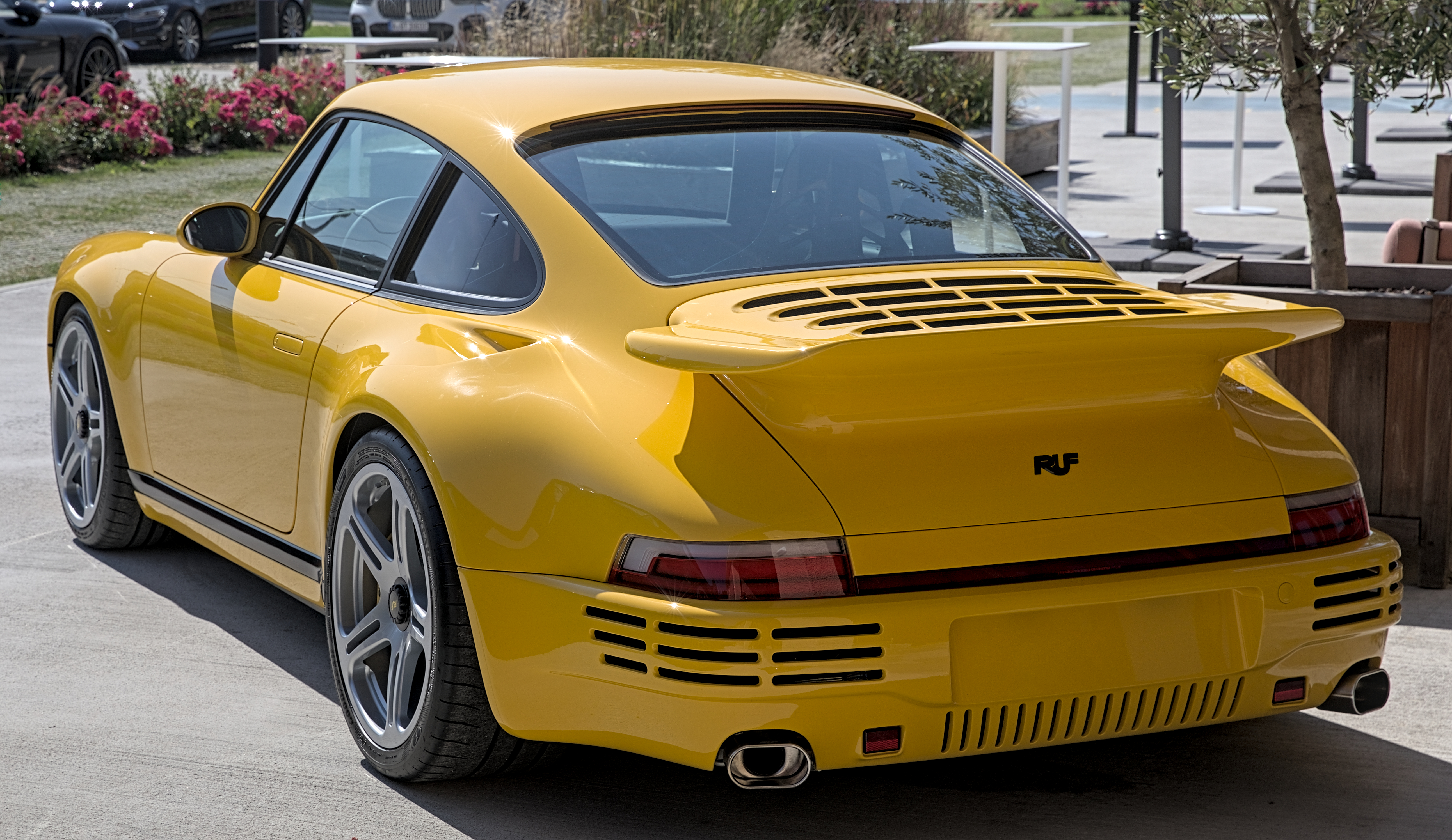
Heckansicht

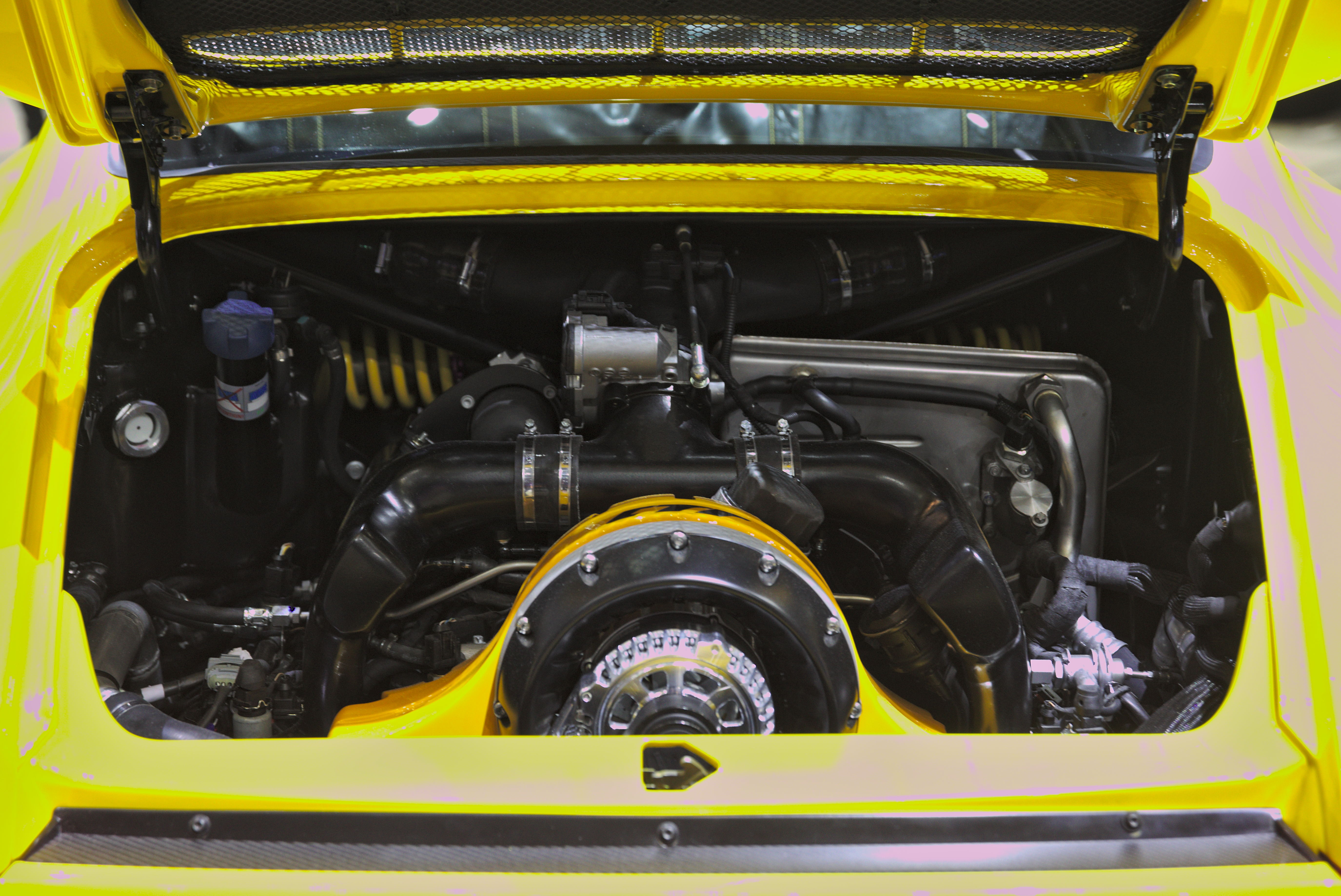
Motorraum

Der Ruf CTR Anniversary (Gruppe C Twin-Turbo Ruf) ist ein Supersportwagen des süddeutschen Automobilherstellers Ruf Automobile. Das Fahrzeug debütierte auf dem 87. Genfer Auto-Salon im März 2017. Mit der Form des CTR Anniversary zitiert Ruf den bis zu 342 km/h schnellen Ruf CTR "Yellowbird" aus dem Jahr 1987.

## Modellgeschichte
Bislang gab es von Ruf modifizierte Porsche-Modelle. Zwar ähnelt der CTR Anniversary dem Porsche 911, aber er ist das erste komplett selbst entwickelte Fahrzeug des Herstellers. Als Basis dient ein Monocoque aus kohlenstofffaserverstärktem Kunststoff mit angeschraubtem Hilfsrahmen aus Stahlrohr und Leichtmetall. Auch die Karosserie im Stil des Porsche 964 besteht aus einem Kohlenstofffaser-Laminat. Dadurch beträgt das Trockengewicht des Fahrzeugs nur 1200 kg. Der 892.500 Euro teure CTR Anniversary ist auf 50 Exemplare limitiert. Diese werden seit 2019 in Pfaffenhausen produziert.

## Technische Daten
Der 3,6-Liter-Biturbo-Boxermotor leistet 522 kW (710 PS) und hat ein maximales Drehmoment von 880 Nm bei 2750 bis 4000/min. Er ist im Heck eingebaut und treibt über ein Siebengang-Schaltgetriebe und ein Sperrdifferential die Hinterräder an. Damit erreicht der CTR Anniversary über 360 km/h und beschleunigt auf 100 km/h in 3,5 Sekunden. 
Alle Räder sind einzeln an Doppelquerlenkern mit innenliegenden, über ein Gestänge betätigten Feder-Dämpfer-Einheiten aufgehängt. Die Scheibenbremsen haben Mehrkolben-Bremssättel und innenbelüftete Keramikbremsscheiben mit vorn 380 mm und an der Hinterachse 350 mm Durchmesser.
|                                             | Ruf CTR Anniversary            |
| Bauzeitraum                                 | seit 2019                      |
| Motorkenndaten                              |                                |
| Motortyp                                    | Sechs-Zylinder-Otto-Boxermotor |
| Motoraufladung                              | Biturbo (Abgasturbolader)      |
| Hubraum                                     | 3600 cm³                       |
| max. Leistung bei min−1                     | 522 kW (710 PS) / 6750         |
| max. Drehmoment bei min−1                   | 880 Nm / 2750–4000             |
| Kraftübertragung                            |                                |
| Antrieb                                     | Hinterradantrieb               |
| Getriebe                                    | 7-Gang-Schaltgetriebe          |
| Messwerte                                   |                                |
| Höchstgeschwindigkeit                       | 360 km/h                       |
| Beschleunigung, 0–100 km/h                  | 3,5 s                          |
| Beschleunigung, 0–200 km/h                  | 9,0 s                          |
| Leergewicht                                 | 1250 kg                        |
| Kraftstoffverbrauch auf 100 km (kombiniert) | 12,8 l Super                   |
| CO2-Emissionen (kombiniert)                 | 306 g/km                       |
| Abgasnorm                                   | Euro 6                         |